# Alberta Highway 201
Der Alberta Highway 201 befindet sich in der kanadischen Provinz Alberta, er hat eine Länge von 101 km und umschließt als Cityring die Stadt Calgary. Ein Teil des Autobahnringes ist Bestandteil des National Highway Systems, er wird dort als Core Route geführt.
Umgangssprachlich wird der Abschnitt des Highways von Nordwest über den Norden nach Süden auch „Stoney Trail“ genannt. Der im Südwesten folgende Abschnitt wird als „Southwest Calgary Ring Road“ und der letzte Abschnitt im Westen wird als „West Calgary Ring Road“ bezeichnet. Zwischen den ersten Diskussionen über eine Ringstraße in den 1950er Jahren, dem Beginn der Planungsarbeiten Ende der 1970er Jahre, dem Baubeginn Ende der 1990er Jahre und der abschließenden Freigabe des letzten Abschnitts im Jahr 2023 vergingen fast 70 Jahre.

## Streckenführung
Der Beginn des Highways befindet sich im Westen der Stadt Calgary, dort kreuzt er den Trans-Canada Highway. Im Uhrzeigersinn verlaufend kreuzt die Route nordwestlich von Calgary den zuerst den Highway 1A, bevor er im Norden den Highway 2 kreuzt, der nach Edmonton führt. Östlich des Stadtzentrums kreuzt er wiederum Alberta Highway 1, der als Trans-Canada Highway nach Medicine Hat führt. Im Südosten Calgarys trifft er auf Highway 22X. Beide Highways verlaufen gemeinsam nach Westen und queren erst den Highway 2, anschließend den Highway 2A. Danach verläuft der Highway 22X weiter Richtung Westen und der Highway 201 zweigt ab Richtung Norden, bis er dann den Highway 8 kreuzt. Der südwestliche Abschnitt wurde als vorletzter Teilabschnitt im Oktober 2021 für den Verkehr freigegeben. Westlich der Stadt, zwischen der Kreuzung mit dem Highway 8 und dem Highway 1, wurde im Dezember 2023 der letzte 9 km lange Abschnitt freigegeben.
Eine Besonderheit des im Oktober 2021 für den Verkehr freigegeben südwestlichen Abschnitts ist, dass er im Gegensatz zu den restlichen Abschnitten teilweise außerhalb des Stadtgebietes von Calgary verläuft. Dies betrifft unter anderem auch ein Reservat der Tsuut’ina Nation, es wurde ein spezieller Vertrag geschlossen, der einen Landtausch und weitere Entschädigungen vorsieht.
Der 65 km lange Abschnitt zwischen der Kreuzung in dem Highway 1 im Westen und der Kreuzung mit dem Highway 2 im Süden ist der Bestandteil des National Highway Systems.